# Ravil Tagir
Ravil Tagir (Jambyl, 6 maggio 2003) è un calciatore turco, difensore dell'Al-Jazira.

## Carriera

### Club
Nato in Kazakistan da una famiglia di origini turche, si forma calcisticamente nei settori giovanili di Bursa Kültürspor e Altınordu. Il 18 agosto 2019 esordisce con la prima squadra di quest'ultima, disputando l'incontro di TFF 1. Lig perso per 1-0 contro l'Hatayspor. Il 28 settembre 2020, dopo aver totalizzato 35 presenze e una rete con la maglia dell'Altınordu, viene acquistato dall'İstanbul Başakşehir. Il 28 novembre fa il suo esordio in Süper Lig, in occasione dell'incontro pareggiato per 3-3 contro il Denizlispor. Nel 2022 passa in prestito ai belgi del Westerlo.

### Nazionale
Ha rappresentato le varie nazionali giovanili turche.
Nel settembre 2022, riceve la sua prima convocazione dal CT della nazionale turca Stefan Kuntz in vista del match di UEFA Nations League contro le Fær Øer, senza tuttavia scendere in campo.

## Statistiche

### Presenze e reti nei club
Statistiche aggiornate al 21 novembre 2022.
| Stagione                   | Squadra                    | Campionato                 | Campionato | Campionato | Coppe nazionali | Coppe nazionali | Coppe nazionali | Coppe continentali | Coppe continentali | Coppe continentali | Altre coppe | Altre coppe | Altre coppe | Totale | Totale |
| Stagione                   | Squadra                    | Comp                       | Pres       | Reti       | Comp            | Pres            | Reti            | Comp               | Pres               | Reti               | Comp        | Pres        | Reti        | Pres   | Reti   |
| -------------------------- | -------------------------- | -------------------------- | ---------- | ---------- | --------------- | --------------- | --------------- | ------------------ | ------------------ | ------------------ | ----------- | ----------- | ----------- | ------ | ------ |
| 2019-2020                  | Altınordu                  | 1L                         | 32         | 1          | CT              | 1               | 0               |                    | -                  | -                  |             | -           | -           | 33     | 1      |
| set. 2020                  | Altınordu                  | 1L                         | 2          | 0          | CT              | -               | -               |                    | -                  | -                  |             | -           | -           | 2      | 0      |
| Totale Altınordu           | Totale Altınordu           | Totale Altınordu           | 34         | 1          |                 | 1               | 0               |                    | -                  | -                  |             | -           | -           | 35     | 1      |
| ott. 2020-2021             | İstanbul Başakşehir        | SL                         | 7          | 0          | CT              | 3               | 1               | UCL                | 0                  | 0                  | ST          | 0           | 0           | 10     | 1      |
| 2021-2022                  | İstanbul Başakşehir        | SL                         | 7          | 0          | CT              | 1               | 0               |                    | -                  | -                  |             | -           | -           | 8      | 0      |
| Totale İstanbul Başakşehir | Totale İstanbul Başakşehir | Totale İstanbul Başakşehir | 14         | 0          |                 | 4               | 1               |                    | 0                  | 0                  |             | 0           | 0           | 18     | 1      |
| 2022-2023                  | Westerlo                   | D1                         | 13         | 0          | CB              | 0               | 0               |                    | -                  | -                  |             | -           | -           | 13     | 0      |
| Totale carriera            | Totale carriera            | Totale carriera            | 61         | 1          |                 | 5               | 1               |                    | 0                  | 0                  |             | 0           | 0           | 66     | 2      |

## Palmarès

### Club

#### Competizioni nazionali
- Coppa di Lega emiratina: 1

Al-Jazira: 2024-2025